# Plattenpapzt
Plattenpapzt (* 18. August 1971 in Düsseldorf; bürgerlich Jörg Müller) ist ein deutscher DJ und Hip-Hop-Produzent.

## Biografie
Erstmals trat Plattenpapzt 1990 mit Fresh Familee an die Öffentlichkeit, als sie den Düsseldorfer Nachwuchspreis gewannen.
Auch war er auf dem Debütalbum Coming From Ratinga der Gruppe zu hören, welches zunächst nur als Schallplatte erhältlich war und von der Band in Eigenregie vertrieben wurde. 1993 erschien das titelgebende Stück über ein Major-Label als Single sowie auf der darauf folgenden EP Falsche Politik. Den Veröffentlichungen schlossen sich diverse Tourneen – unter anderem auch als Vorgruppe des amerikanischen Rappers Ice-T und seiner Rockband Body Count – an.
Fresh Familee erhielten als zweite deutsche Rapformation nach den Fantastischen Vier einen Plattenvertrag mit einem Major-Label, der Phonogram/Mercury. Es folgten Fernsehauftritte und Interviews im WDR, ZDF, Sat.1 und dem ORF bis hin zum ersten deutschen HipHop-Film namens Fresh Familee - Coming from Ratinga. Ende der 1990er Jahre löste sich die Gruppe Fresh Familee nach insgesamt vier Albumveröffentlichungen auf. Plattenpapzt veröffentlichte daraufhin 1995 sein erstes Soloalbum Plattenpapzt & Freunde – Alles wird gut – unter anderem mit Gastauftritten von Tyron Ricketts, Schivv „Das Auge“ von der Gruppe Die Coolen Säue und Thomas D. von den Fantastischen Vier.
In Zusammenarbeit mit Roe Beardie im Headrush Studio in Düsseldorf veröffentlichte Plattenpapzt im Jahr 2000 sein zweites Solo-Album. Unter dem Namen Fullhouse kamen Interpreten wie Thomas D & Smudo, Ferris MC, Afrob & Wasi, Curse, Die Firma, Gentleman & MC Rene, Brixx oder Kool Savas zusammen. Das Album stieg auf Platz 14 der deutschen Media Control Albumcharts ein.
2002 erschien in Zusammenarbeit mit Don Tone (LoopLab Studio) das Album Dreamteam mit den Weser Allstars und Curse, Italo Reno, Germany, Stress und Trauma als erste Single-Auskopplung.
Parallel zur eigenen HipHop Radioshow im Kultkomplex auf 1Live ging Blumio als Gewinner des von Plattenpapzt initiierten Nachwuchs-Wettbewerb „Biggo Bounce Contests“ hervor.
2003 folgten diverse Featurings (von DJ Ron, Tefla & Jaleel „Was wollt ihr tun“), bis er im Jahre 2004 als Support für Grandmaster Flash und Common auf deren Tournee auftrat und ihm kurz darauf Platin für die Produktion am Titel „Sommerregen“ (Die Fantastischen Vier) verliehen wurde.
Dem folgte ein weiteres Album namens Highway to Dangerzone, in dem Künstler der deutschen HipHop-Szene wie Das Bo, Tatwaffe, Jonesmann, Harris, Eko Fresh, Der neue Westen und andere Künstler Gastauftritte hatten.
2006 gründet er das Independent-Label Rowdy Records. Das Jahr 2007 schloss er – neben Projekten wie dem Label Blokkmukke – abermals mit einer Platinauszeichnung ab, dieses Mal für Fornika der Fantastischen Vier.
Ende 2009 begann seine Partyreihe „skillz & technix“ in Derendorf, die bereits in den 1990er Jahren im Weißen Haus entstanden war. Ab Herbst 2009 legte der Plattenpapzt an jedem vierten Samstag im Düsseldorfer Untergrund-Club Koyote Music Support auf.
Auf der Streaming-Plattform Twitch betreibt der Plattenpapzt einen eigenen Kanal, auf dem er regelmäßig HipHop, Funk, Soul, Jazz und türkische Musik auflegt. Er lebt mit seiner Familie in Münster.

## Diskografie

### Alben
- 1989: Coming From Ratinga (Fresh Familee)
- 1993: Falsche Politik (Fresh Familee)
- 1994: Alles Frisch (Fresh Familee)
- 1998: Wir sind da! (Fresh Familee)
- 1995: Plattenpapst (Jöäk & Freunde)
- 2000: Full House
- 2002: Dreamteam
- 2020: Alles wird gut

### Singles
- 1992: Coming From Ratinga (Fresh Familee)
- 1993: Party (Fresh Familee)
- 1993: 100 % positiv (Die Deutsche Reimachse)
- 1993: Fuck the skins (Fresh Familee)
- 1993: Heimat (Fresh Familee)
- 1993: Heimat Remixes (Fresh Familee)
- 1994: Motha fucka (Fresh Familee)
- 1994: Sexy Kanake (Fresh Familee)
- 1994: Alles Frisch (Fresh Familee)
- 1995: Ahmed Gündüz (Fresh Familee)
- 1995: Rudi (Fresh Familee)
- 1995: Plattenpapst Jöak und Freunde feat. Padi - Laß Dich von Deinen Gefühlen leiten
- 1996:  Plattenpapst Jöak und Freunde - Alles wird gut
- 1996: Es ist Sommer (Fresh Familee)
- 1997: Auf Der Suche Nach Dem Glück feat. Till Brönner (Fresh Familee)
- 1998: Wir sind da! (Fresh Familee)
- 2000: Willkommen im Club feat. MC Spontan
- 2000: Für die Strassen feat. Die Firma
- 2000: Wenn Zonis reisen feat.Tefla & Jaleel
- 2000: King of Rap feat. Kool Savas
- 2000: Plattenpapzt feat. Creutzfeld & Jakob „Bis Dein Arsch brennt“
- 2000: Plattenpapzt feat. MC Spontan - Kaiserschnitt
- 2002: Immer wieder wir feat. Weser Allstars
- 2002: Plattenpapzt feat. Harris „Das kann laut werden“
- 2002: Bestform feat. MC Spontan
- 2004:  Plattenpapzt  feat. DAS BO - BOSOFFEN
- 2004:  Plattenpapzt  feat. feat Bintia & Harris - Mein Körper

### Produktionen & weitere Veröffentlichungen
- 1993: Freistil? (Die Deutsche Reimachse)
- 1993: 100 % positiv (Die Deutsche Reimachse/Bravo Hits)
- 1993: Fuck the Skins (Fresh Familee/SOS Deutschland Stop Rassismus)
- 1994: Es ist Jazz (Fresh Familee/Jazzkantine)
- 1994: Plattenpapst Jöak & DJ Splinter – In der Mitte der Nacht (Schützt die Rille)
- 1995: Plattenpapst Jöak & Freunde – Lass Dich Von Deinen Gefühlen leiten (Neue Deutsche Reimkultur)
- 1995: Fresh Familee – Sexy Kanake (Neue Deutsche Reimkultur)
- 1995: Plattenpapst Jöak & Freunde – Lass Dich Von Deinen Gefühlen leiten (Rap Attack Vol.2)
- 1997: Thomas D. – Lo-oser (Album Solo)
- 1998: Ein ganzes Jahr RMX – Bürger Lars Dietrich
- 2000: Plattenpapzt feat Smudo & Thomas D – Ja, Ja – is klar
- 2000: Plattenpapzt, Luke & Swift – Perspektiven
- 2001: Da Fource ft Plattenpapzt – Wir leben unsere Zeilen
- 2001: FlowinImmo – Return of the Wack (Red Ribbon Beatz - 100% Deutscher Hip Hop Und R’n’b)
- 2001: Plattenpapzt feat. BRIXX – Dicks (auf Red Ribbon Beatz)
- 2002: Plattenpapzt feat. Olli Banjo – Schweißband
- 2002: Double B – Samstagnacht (Fullhouse limited Edition)
- 2002: Afrob & Wasi – The Soul (The Deep Mix/Fullhouse limited Edition)
- 2002: Schivv – Egoist (Egozentrik Mix/Fullhouse limited Edition)
- 2003: Plattenpapzt feat. Tefla & Jaleel + DJ Ron – Was wollt Ihr tun
- 2004: Die Fantastischen Vier – Sommerregen
- 2004: Jede Generation – Die Fantastischen Vier
- 2004: Sommerregen – Die Fantastischen Vier
- 2005: Moves (feat. Plattenpapzt und Jonesmann) (Juice-Exclusive CD #59)
- 2005: Deine Lieblingsrapper – Die Da
- 2006: Plattenpapzt feat. Jayden Lyrics & Charnell – Prototypen
- 2006: Auf Chrome Vol 1
- 2006: Plattenpapzt feat. Lisha – Hey DJ (RMX)
- 2006: Aggro Ansage No 4 Meine Kette
- 2006: Rowdy Rapperslang / Ready 4 War feat. Jayden Lyrics & Charnell
- 2006: Deso Dogg – Verräter (Schwarzer Engel)
- 2008: 10oz (Cashmo/Im Visier)
- 2008: Liebe Mama (Cashmo/Im Visier)
- 2008: Plattenpapzt feat. Kool Savas – King of Rap (Best of)
- 2008: Einsam und Zurückgezogen – Die Fantastischen Vier (Fornika)
- 2008: Fegefeuer (Cashmo/Im Visier)
- 2008: Immer Wieda (Cashmo/Im Visier)
- 2008: Thomas D. – Get on Board (RMX)
- 2008: Ein Rapper jetzt (Cashmo/Im Visier)
- 2008: Da Draußen (Cashmo/Im Visier)
- 2010: Für Dich immer noch Fanta Sie Teil 2 (Die Fantastischen Vier)
- 2014: Gegen Jede Vernunft (Die Fantastischen Vier)

### Videos
- Plattenpapzt feat. Weser Allstars – Immer wieder wir
- Plattenpapzt feat. die firma – Für die Straßen
- Plattenpapzt feat. Kool Savas – King of Rap
- Plattenpapzt feat. Tefla & Jaleel – Wenn Zonis reisen
- Plattenpapzt feat. Spontan – Willkommen im Club
- Plattenpapzt feat. Harris – Das kann laut
- Plattenpapzt feat. DJ Ron Tefla & Jaleel – Was wollt ihr tun (HR3 Dopebeats)
- Plattenpapzt feat. Weser Allstars (Curse, Germany, Italo Reno)
- Die Deutsche Reimachse – 100 % Positiv